# Perša Liha 2010-2011
La Perša Liha 2010-2011 è stata la 20ª edizione della seconda serie del campionato ucraino di calcio. La stagione è iniziata il 17 luglio 2010 ed è terminata a giugno 2011.

## Stagione

### Novità
Al termine della passata stagione, sono salite in Prem"jer-liha Sevastopol' e Volyn'. Sono retrocesse in Druha Liha Charkiv e Nyva Ternopil'. Sono salite dalla Druha Liha Bukovyna Černivci e Tytan Armjans'k.
Dalla Prem"jer-liha 2009-2010 sono retrocessi Čornomorec' e Zakarpattja.
Prima dell'inizio della stagione, il Desna Černihiv si è ritirato dalla competizione. Al suo posto è subentrato il Nyva Vinnycja.

### Formula
Le diciotto squadre si affrontano due volte, per un totale di trentaquattro giornate. Le prime due classificate vengono promosse in Prem"jer-liha.
Le ultime due classificate retrocedono in Druha Liha. La terzultima, invece, disputerà uno spareggio promozione-retrocessione contro la vincente dell'incontro tra le due seconde classificate dei due gironi di Druha Liha.

## Classifica finale
|  | Pos. | Squadra                 | Pt | G  | V  | N  | P  | GF | GS | DR  |
|  | ---- | ----------------------- | -- | -- | -- | -- | -- | -- | -- | --- |
|  | 1.   | Oleksandrija            | 69 | 34 | 21 | 6  | 7  | 55 | 25 | +30 |
|  | 2.   | Čornomorec'             | 65 | 34 | 18 | 11 | 5  | 53 | 26 | +27 |
|  | 3.   | Stal' Alčevs'k          | 62 | 34 | 18 | 8  | 8  | 55 | 31 | +24 |
|  | 4.   | Krymteplycja            | 61 | 34 | 18 | 7  | 9  | 43 | 30 | +13 |
|  | 5.   | L'viv                   | 59 | 34 | 17 | 8  | 9  | 52 | 24 | +24 |
|  | 6.   | Zakarpattja             | 56 | 34 | 16 | 8  | 10 | 51 | 40 | +11 |
|  | 7.   | Bukovyna Černivci       | 56 | 34 | 17 | 5  | 12 | 48 | 45 | +3  |
|  | 8.   | Dinamo-2 Kiev           | 52 | 34 | 15 | 7  | 12 | 39 | 35 | +4  |
|  | 9.   | Arsenal Bila Cerkva     | 51 | 34 | 15 | 6  | 13 | 42 | 43 | -1  |
|  | 10.  | Nyva Vinnycja           | 50 | 34 | 14 | 8  | 12 | 44 | 42 | +2  |
|  | 11.  | Tytan Armjans'k         | 44 | 34 | 13 | 5  | 16 | 32 | 42 | -10 |
|  | 12.  | Zirka                   | 43 | 34 | 12 | 7  | 15 | 43 | 44 | -1  |
|  | 13.  | Dnister Ovidiopol'      | 42 | 34 | 10 | 12 | 12 | 39 | 42 | -3  |
|  | 14.  | Naftovyk-Ukrnafta       | 41 | 34 | 10 | 11 | 13 | 40 | 44 | -4  |
|  | 15.  | Helios Charkiv          | 40 | 34 | 10 | 10 | 14 | 31 | 44 | -13 |
|  | 16.  | Enerhetyk Burštyn       | 36 | 34 | 10 | 6  | 18 | 29 | 49 | -20 |
|  | 17.  | Prykarpattja            | 16 | 34 | 5  | 1  | 28 | 27 | 82 | -5  |
|  | 18.  | Fenichs-Illičovets (-3) | 8  | 34 | 3  | 2  | 29 | 17 | 48 | -31 |

Legenda:
      Promossa in Prem"jer-liha 2011-2012
 Ammessa allo spareggio promozione-retrocessione
      Retrocessa in Druha Liha 2011-2012
      Esclusa a campionato in corso.
Note:
Tre punti a vittoria, uno a pareggio, zero a sconfitta.

## Spareggio promozione/retrocessione
Allo spareggio promozione/retrocessione prendono parte la terzultima classificata della Perša Liha (Enerhetyk Burštyn) e la vincente dell'incontro tra le due seconde classificate dei due gironi di Druha Liha (Sumy).
|                   | Risultati |      | Luogo e data          |
| ----------------- | --------- | ---- | --------------------- |
| Enerhetyk Burštyn | 2 - 0     | Sumy | Uman', 15 giugno 2011 |